# Vittoria Buttress
Vittoria Buttress ist ein markantes und 750 m hohes Felsenkliff im Norden der westantarktischen Alexander-I.-Insel. Es bildet den nordwestlichen Ausläufer der Lassus Mountains und überragt das Südostufer der Lasarew-Bucht.
Der britische Geograph Derek Searle vom Falkland Islands Dependencies Survey kartierte es 1960 anhand von Luftaufnahmen der US-amerikanischen Ronne Antarctic Research Expedition (1947–1948). Das UK Antarctic Place-Names Committee benannte das Kliff 1961 nach dem spanischen Komponisten Tomás Luis de Victoria (1535–1611).